# 96
El año 96 (XCVI) fue un año bisiesto comenzado en viernes del calendario juliano, en vigor en aquella fecha.
En el Imperio romano, era conocido como el Año del consulado de Valente y Vétere (o menos frecuentemente, año 849 Ab urbe condita). La denominación 96 para este año ha sido usado desde principios del período medieval, cuando el Anno Domini se convirtió en el método prevalente en Europa para nombrar a los años.

## Acontecimientos
- 1 de julio: Sublevación de las legiones de Egipto contra Domiciano.
- 18 de septiembre: Nerva sucede a Domiciano como emperador.
- 23 de noviembre: Epístola de Clemente I a los corintos.
- Bajo Nerva el Senado Romano recupera mucho del poder usurpado por Domiciano.
- Trajano se convierte en gobernador de la Germania Superior.
- Un cisma en el Budismo crea una nueva religión en la India, Mahāyāna.

### Arte y Literatura
- San Juan escribe el Apocalipsis.
- Comienza la construcción del Foro de Nerva en Roma.
- Se termina el Arco de Tito en Roma.
- Fin del periodo relatado por Tácito en sus Historias.

## Fallecimientos
- 18 de septiembre: Domiciano, emperador romano. Es asesinado en una conjura de los oficiales de la corte. Nerva es designado emperador; inicia una etapa de pacificación política y social.[1]
- Estacio, poeta latino.